# SET-65
El "SET-65" (en ruso: СЭТ-65) es un torpedo eléctrico soviético autoguiado de calibre 533 mm, diseñado para destruir submarinos.

## Antecedentes
En 1960 el Decreto del Consejo de Ministros de la URSS n.º 111-463 versaba sobre la creación de nuevos modelos de armas antisubmarinas.
Se desarrolló en el Instituto Central de Investigación "Gidropribor" (Гидроприбор), bajo la dirección de V. A. Golubkov. Adoptado en 1965.

## Descripción
El torpedo puede ser usado tanto desde submarinos como desde barcos de superficie. Equipado con un sistema de sonar homing. Los sistemas de control de movimiento del torpedo en el recorrido, la profundidad y el balanceo son capaces de proporcionar maniobras en dos planos y situar el  torpedo en la zona de activación del espoleta, o un impacto directo en el objetivo.
Ojiva explosiva con espoleta de contacto y sin contacto. El alcance efectivo de entre 5500 a 6500 m.
El período garantizado de almacenamiento a bordo es de 18 meses. La entrega de torpedos se realiza en un recipiente hermético lleno de nitrógeno (SET-65KE).

## Características
- Calibre: 533 mm[5]
- Longitud: 7,8 m.[6]
- Peso total: 1740 kg.[5]
- Peso de la cabeza de combate: 205 kg
- Alcance: 16 km.
- Velocidad de desplazamiento: 40 nudos.
- Máxima profundidad de destrucción del objetivo: 400 m.
- Instalación eléctrica: la batería de plata-zinc activada por agua de mar.[5][2]
- Supuestamente, una salva de dos torpedos aseguraba la destrucción del submarino adversario.[1]

## Versiones
- СЭТ-65 es una versión básica con un sistema de autoformación desarrollado por I. B. Podrazhansky
- СЭТ-65III - modificación de la oficina de diseño especial de la planta «Двигатель» en Estonia. Nuevo sistema de homing acústico activo-pasivo de dos planos "Сапфир" desarrollado por el Instituto Central de Investigación "Gidropribor". Adoptado en 1972
- ТЭСТ-71 es una versión a control remoto de un torpedo. Adoptado en 1972
- СЭТ-65А es una modificación del Instituto Central de Investigación "Gidropribor" con entrada eléctrica de parámetros de disparo. Diseñado para los submarinos pr. 705. Adoptado en 1972
- СЭТ-65Э - versión de exportación.
- СЭТ-65К / СЭТ-65КЭ - modificación de la oficina de diseño especial de la planta «Двигатель» con un nuevo sistema de homing "Керамика", 1986.

Entre 1967 y 1971 sobre la base de los torpedos SET-65, se realizó una investigación para reducir la resistencia hidrodinámica utilizando soluciones de polímeros.